# Johan Helin (riksantikvarie)
Johan Helin, född 25 juli 1679 i Stockholm, död där 16 februari 1753, var en svensk ämbetsman.
Johan Helin var son till handlaren Lars Johansson. Han studerade vid Uppsala universitet, och efter att ha disputerat på en avhandling om romerska staten, företog han en fyraårig bildningsresa i Europa. Efter att ha återvänt till Stockholm fick han en oavlönad anställning vid Riksantikvarieämbetet. Under pestepidemin 1710 fick han uppgiften att torka och tillvarata myndighetens arkiv som vattenskadats vid transport över Mälaren till Örebro. Några år senare ansvarade han för återtransporten av arkivet till Stockholm. Efter Johan Fredrik Peringskiölds död 1725 utsågs Helin till sekreterare i Antikvitetsarkivet, en tjänst motsvarande dagens riksantikvarie. Han var 1740 en av initiativtagarna till Tungomålsgillet. De som beskrivit honom skildrar honom som en lärd man, som gärna delade med sig av sitt vetande och spred avskrifter, men aldrig publicerade några egna arbeten. På äldre dagar kom han att bli något bitter och beskriva sig som utnyttjad. Han förekommer i samband med Kungliga Vetenskapsakademiens bildande 1739, men stod främst som en motpol till de inblandade, han såg de historiska vetenskaperna som viktigare än de naturvetenskapliga.